# Slovenska prosveta
Slovenska prosveta je kulturna organizacija slovenske narodne skupnosti v Italiji. Leta 1950 jo je v Trstu ustanovil katoliško usmerjen del slovenske skupnosti z namenom povezovanja katoliških prosvetnih in kulturnih društev na Tržaškem. Slovenska prosveta danes povezuje več kot 30 društev in krožkov, ki delujejo v povezavi s slovenskimi župnijami na območju. Med omenjenimi društvi so Društvo slovenskih izobražencev, Slovenski kulturni klub, Knjižnica Dušana Černeta, Mladi v odkrivanju skupnih poti. Slovenska prosveta je bila izdajatelj revije Mladika (ki je nato prerasla v samostojno založbo). Slovenska prosveta od leta 1975 podeljuje prizanje Mladi oder, ki je namenjeno slovenskim amaterskim dramskim skupinam. Slovenska prosveta je med prireditelji Študijskih dnevov Draga.